# عاشق لیدی چترلی (فیلم ۱۹۵۵)
عاشق لیدی چترلی (فرانسوی: L'Amant de lady Chatterley‎) فیلمی در ژانر درام به کارگردانی مارک آلگره است که در سال ۱۹۵۵ منتشر شد. از بازیگران آن می‌توان به دانیل داریو و لئو گن اشاره کرد.